# Caltanissetta (pokrajina)
Pokrajina Caltanissetta (talijanski: Provincia di Caltanissetta, sicilijanski: Pruvincia di Nissa) je jedna od devet pokrajine u talijanskoj regiji Siciliji. Glavni grad pokrajine je Caltanissetta.
Ova pokrajina nalazi se na južnoj obali Sicilije. Na zapadu graniči s pokrajinom Agrigento, na sjeveru s pokrajinom Palermo, na istoku s pokrajinama Enna, Catania i Ragusa. Pokrajina se sastoji od 22 općine. Općina Resuttano je enklava u pokrajini Palermo.
Većina radno aktivnog stanovništva zaposlena je u poljoprivredi i industriji. Rudarstvo koje je bilo značajna djelatnost u 19. stoljeću, izgubilo je svoj značaj. U 1950-ima jo oko Gele koja je gospodarsko središte i najveći grad pokrajine, otkrivena nafta.

## Općine
| Općina                    | Broj stanovnika (31. srpnja 2006.) |
| ------------------------- | ---------------------------------- |
| Acquaviva Platani         | 1.083                              |
| Bompensiere               | 643                                |
| Butera                    | 5.080                              |
| Caltanissetta             | 60.394                             |
| Campofranco               | 3.375                              |
| Delia                     | 4.454                              |
| Gela                      | 77.239                             |
| Marianopoli               | 2.144                              |
| Mazzarino                 | 12.242                             |
| Milena                    | 3.317                              |
| Montedoro                 | 1.705                              |
| Mussomeli                 | 11.243                             |
| Niscemi                   | 26.550                             |
| Resuttano                 | 2.311                              |
| Riesi                     | 11.511                             |
| San Cataldo               | 23.071                             |
| Santa Caterina Villarmosa | 5.840                              |
| Serradifalco              | 6.389                              |
| Sommatino                 | 7.425                              |
| Sutera                    | 1.592                              |
| Vallelunga Pratameno      | 3.733                              |
| Villalba                  | 1.798                              |